# Bene Ferenc (jezsuita)
Bene Ferenc (Somlyó, 1730. július 2. – Nagyszombat, 1777) jezsuita rendi tanító.

## Élete
Nemesi családból származott; 1745-ben lépett a jezsuita-rendbe; felsőbb tanulmányait Nagyszombatban és Kassán 1749–1751-ben elvégezvén, a négyes fogadalmat letette, mire Kolozsvárt, Nagybányán és még több helyen tanította a humaniórákat. 1767-től a rend feloszlatásáig Nagyszombatban az érseki convictusban igazgató volt.

## Munkái
- A hitnek különbféle ágazatairól. Nagyszombat, 1772–73, négy rész